# Алтунин, Александр Терентьевич
Алекса́ндр Тере́нтьевич Алту́нин (14 августа 1921, деревня Стеклянка, Омская губерния, РСФСР — 15 июля 1989, Москва) — советский военачальник, генерал армии (1977). Герой Советского Союза (1944). Член ЦК КПСС (1976—1989).

## Биография
Родился в деревне Стеклянка Калачинского уезда Омской губернии в семье крестьянина. Русский.
Окончил 8 классов средней школы в селе Изылбаш (ныне село Иртыш) Черлакского района на родине в 1937 году. Работал счетоводом Молотовского районного финансового отдела в селе Молотово (ныне село Иртыш)/ С 1937 — секретарь Ермоловского сельского совета (село Ермоловка Калачинчинского района Омской области). Занимался в местном отделении Осоавиахима.
В Красной армии с августа 1939 года. Направлен на учёбу в Омское военное пехотное училище, в феврале 1940 года с частью курсантов переведён в только что созданное Новосибирское военно-пехотное училище. Окончил его 10 июня 1941 года с присвоением звания лейтенанта, к новому месту службы в Харьковский военный округ прибыл 22 июня 1941 года.

### Великая Отечественная война
Сначала был назначен заместителем командира миномётной роты по политчасти 720-го стрелкового полка в 162-й стрелковой дивизии 25-го стрелкового корпуса. Через несколько дней дивизия была погружена в эшелоны и направлена на витебское направление. С первых дней июля 1941 года — в боях Великой Отечественной войны в составе Западного фронта, командовал миномётной ротой в оборонительных боях восточнее Витебска, под Ярцево в Смоленской области. Был тяжело ранен. После выздоровления с сентября 1941 года — командир учебной стрелковой роты 65-й запасной стрелковой бригады Северо-Кавказского военного округа. В ноябре 1941 года стал командиром роты в 633-м стрелковом полку 157-й стрелковой дивизии Закавказского фронта. В декабре 1941 года в составе дивизии высадился в первом эшелоне десанта в Феодосию в ходе Керченско-Феодосийской десантной операции, через три дня упорных наступательных боёв был вновь тяжело ранен, после второго ранения очнулся лишь в кузове грузовика, который вёз раненых обратно в Феодосию, а оттуда уже был на корабле переправлен в госпиталь, в период нахождения в госпитале заболел тифом. Это ранение спасло ему жизнь, так как получившие подмогу гитлеровцы в живых из десантников никого не оставили; именно боевым друзьям Алтунина, погибшим под Старым Крымом, и поставлен обелиск на второй речке — на месте их расстрела.
После выздоровления с апреля 1942 года — командир учебной пулемётной роты и заместитель командира учебного батальона запасного стрелкового полка в Сталинградском военном округе, заместитель командира учебного батальона запасного стрелкового полка и 21-го отдельного запасного офицерского полка Южно-Уральского военного округа. На фронт вернулся только в ноябре 1943 года, офицер оперативного отдела 197-й стрелковой дивизии в составе 11-й армии 1-го Белорусского фронта. Член ВКП(б) с 1943 года. Участвовал в Гомельско-Речицкой наступательной операции. С марта 1944 года — командир стрелкового батальона в составе 3-й гвардейской армии на 1-м Украинском фронте. В ходе Львовско-Сандомирской операции батальон капитана Алтунина отличился при прорыве обороны врага и освобождении города Владимир-Волынский. 29 июля 1944 года во главе батальона переправился через Вислу у села Доротка в Польше, захватил плацдарм. Умело организовав оборону, свыше 40 дней вёл бой на плацдарме, отвлекая силы противника от основного Сандомирского плацдарма. В сентябре 1944 года уцелевшие 40 бойцов во главе с Алтуниным по приказу командования оставили плацдарм и соединились с основными силами. За эту операцию капитану Алтунину присвоено звание Героя Советского Союза, а также его были удостоены ещё три бойца из его батальона.
С ноября 1944 года — заместитель командира 889-го стрелкового полка, тогда же ему было присвоено воинское звание майор. Участвовал в Висло-Одерской и Нижне-Силезской наступательных операциях кампании 1945 года. В марте отозван с фронта для учёбы в академии.

### Послевоенный период
В 1948 году окончил Военную академию имени М. В. Фрунзе. В 1948—1955 годах служил в частях Туркестанского военного округа в городе Термезе, был помощником начальника и начальником оперативного отделения штаба стрелковой дивизии, начальником штаба — заместителем командира 50-й гвардейской мотострелковой дивизии. В 1957 году окончил Военную академию Генерального штаба. Продолжал службу в Белорусском военном округе — с января 1958 года — заместитель командира, с июня того же года — командир 120-й гвардейской мотострелковой дивизии. С июня 1961 года — начальник штаба 11-й гвардейской армией Прибалтийского военного округа. С января 1964 года служил в Генеральном штабе Вооружённых сил СССР: заместитель и первый заместитель начальника Оперативного управления Главного оперативного управления. С марта 1966 года — командующий 11-й гвардейской армией Прибалтийского военного округа. С июня 1968 года — командующий войсками Северо-Кавказского военного округа.
С октября 1970 года — начальник Главного управления кадров Министерства обороны СССР. С июля 1972 года — начальник Гражданской обороны СССР — заместитель Министра обороны СССР. Воинское звание генерал армии присвоено 16 февраля 1977 года. Будучи уже заместителем министра обороны, А. Т. Алтунин посетил места своей боевой юности, в том числе и Старый Крым. Именно в этот приезд ему и было присвоено звание «Почетный гражданин г. Старый Крым». Генерал армии подарил городу, за который пролил свою кровь, микроавтобус, а совхозу «Старокрымский» — автобус «Кубань».
В 1986 году произошла Авария на Чернобыльской АЭС, которая вскрыла неготовность войск Гражданской обороны СССР к оперативным действиям по ликвидации масштабных техногенных и природных катастроф. В СССР главной задачей Гражданской обороны всегда являлась подготовка к действиям на случай масштабной войны с применением ядерного оружия. Хотя такое положение дел сложилось задолго до Алтунина и на самом высшем уровне — он был обвинён в выявленных недостатках Гражданской обороны, в июле 1986 снят с должности и назначен военным инспектором-советником в Группе генеральных инспекторов Министерства Обороны СССР.
Член ЦК КПСС с 1976 года. Депутат Совета Национальностей Верховного Совета СССР 8—11-го созывов (1970—1989) от Чечено-Ингушской АССР. В Верховный Совет 9 созыва избран от Грозненского сельского избирательного округа № 672 Чечено-Ингушской ССР; член Комиссии по товарам народного потребления Совета Национальностей. Жил в Москве. Автор мемуаров.
Александр Терентьевич Алтунин умер 15 июля 1989 года от инфаркта. Похоронен в Москве на Новодевичьем кладбище (11 уч. 1 ряд).

## Семья
- Жена — Алтунина Полина Дмитриевна (1923—2010)[7]
- сын — Александр Александрович (умер в 2011 году)[7]
- сын — Юрий Александрович (май 1950-?)[7]

## Воинские звания
- лейтенант (10.06.1941)
- старший лейтенант (7.04.1943)
- капитан (29.06.1944)
- майор (28.09.1944)
- подполковник (21.02.1950)
- полковник (12.10.1953)
- генерал-майор (7.05.1960)
- генерал-лейтенант (23.02.1967)
- генерал-полковник (21.02.1969)
- генерал армии (16.02.1977)

## Награды и звания

### Награды СССР
- Герой Советского Союза (указ от 23 сентября 1944 года)
- четыре ордена Ленина (23.09.1943, 31.10.1967, 21.02.1978, 13.08.1981)
- два ордена Красного Знамени (4.03.1945, 12.08.1978)
- орден Александра Невского (25.05.1944)
- орден Отечественной войны 1-й степени (11.03.1985)
- орден Красной Звезды (5.11.1954)
- орден «За службу Родине в Вооружённых Силах СССР» 3-й степени (30.04.1975)
- Медаль «За боевые заслуги» (15.11.1950)
- Медаль «В ознаменование 100-летия со дня рождения Владимира Ильича Ленина»
- Медаль «За отличие в охране государственной границы СССР»
- Медаль «За отвагу на пожаре»
- Медаль «За победу над Германией в Великой Отечественной войне 1941—1945 гг.»
- Юбилейная медаль «Двадцать лет Победы в Великой Отечественной войне 1941—1945 гг.»
- Юбилейная медаль «Тридцать лет Победы в Великой Отечественной войне 1941—1945 гг.»
- Юбилейная медаль «Сорок лет Победы в Великой Отечественной войне 1941—1945 гг.»
- Медаль «Ветеран Вооружённых Сил СССР»
- Медаль «За укрепление боевого содружества»
- Медаль «За освоение целинных земель»
- Юбилейная медаль «30 лет Советской Армии и Флота»
- Юбилейная медаль «40 лет Вооружённых Сил СССР»
- Юбилейная медаль «50 лет Вооружённых Сил СССР»
- Юбилейная медаль «60 лет Вооружённых Сил СССР»
- Юбилейная медаль «70 лет Вооружённых Сил СССР»
- Медаль «За безупречную службу» I степени

### Иностранные награды
- орден Боевого Красного Знамени (Монгольская Народная Республика, 6.07.1971)
- орден Тудора Владимиреску 1-й степени (Социалистическая Республика Румыния)
- орден «Народная Республика Болгария» 1-й степени (Народная Республика Болгария, 14.09.1974)
- Командорский крест ордена Возрождения Польши (Польская Народная Республика, 1973)
- Орден Красного Знамени (Демократическая Республика Афганистан, 1985)
- Медаль «Братство по оружию» (Польская Народная Республика)
- Медаль «100 лет со дня рождения Георгия Димитрова» (Народная Республика Болгария)
- Медаль «1300 лет Болгарии» (Народная Республика Болгария)
- Медаль «100 лет Освобождения Болгарии от османского рабства» (Народная Республика Болгария)
- Медаль «За укрепление дружбы по оружию» 1-й степени (Чехословацкая Социалистическая Республика)
- Медаль «50 лет Монгольской Народной Армии» (Монгольская Народная Республика)
- Медаль «50 лет Монгольской Народной Революции»
- Медаль «30 лет Халхин-Гольской Победы»
- Медаль «60 лет Вооружённых Сил Монгольской Народной Республики»
- Медаль «25 лет освобождения Родины» (Социалистическая Республика Румыния)
- Медаль «Братство по оружию» в золоте (Германская Демократическая Республика)
- «Медаль «20 лет Революционных Вооруженных Сил» (Республика Куба)

### Почётные звания
- Почётный гражданин города Ярцево Смоленской области (1978)
- Почётный гражданин города Феодосия в Республике Крым (1977).
- Почётный гражданин города Старый Крым в Республике Крым (1978).

## Мемуары и труды
- Алтунин А. Т. Звезды над Вислой. — М.: Воениздат, 1981.
- Алтунин А. Т. Повесть о тревожной молодости. — М.: Воениздат, 1981. — 368 с.
- Алтунін О. Т. Юність, обпалена війною. — Київ: Веселка, 1982. — 184 с.
- Алтунин А. Т. На службе Отечеству. — М.: Воениздат, 1985.
- Алтунин А. Т. Формирования гражданской обороны в борьбе со стихийными бедствиями. — 2-е изд., перераб. и доп. — М.: Стройиздат, 1978. — 247 с.
- Алтунин А. Т. Основные этапы и направления развития Гражданской обороны СССР. // Военно-исторический журнал. — 1976. — № 11. — С.40—47.
- Гражданская оборона [Учебное пособие для населения / А. П. Зайцев, А. В. Коржавин, А. И. Корнеев и др.; Под ред. А. Т. Алтунина]. — М., 1980. (книга переиздавалась в 1980, 1981, 1982, 1984, 1982, 1985, 1988 годах)

## Память
- Мемориальные доски установлены в Москве на здании МЧС России и на доме, где жил А. Т. Алтунин (улица Мосфильмовская, дом 11, корпус 4).
- В городе Ярцево Смоленской области его именем названа улица.
- В селе Иртыш, Омской области, установлен бюст в память о земляке.
- В Омске в сквере на набережной Оми 1 октября 2024 года открыт памятник А. Т. Алтунину[8]